# 4-cloro-2-penteno
El 4-cloro-2-penteno, llamado también 4-cloropent-2-eno o cloruro de 1,3-dimetilalilo, es un compuesto orgánico de fórmula molecular C5H9Cl. Es un haloalqueno lineal de cinco carbonos con un átomo de cloro unido al carbono 4 y un doble enlace entre los carbonos 2 y 3. Este compuesto tiene dos diasteroisómeros, denominados E y Z.

## Propiedades físicas y químicas
A temperatura ambiente, el 4-cloro-2-penteno es un líquido con una densidad ρ = 0,9 ± 0,1 g/cm³. Tiene su punto de ebullición a 103 °C y su punto de fusión a -89 °C, aunque ambos valores son estimados.
El valor del logaritmo de su coeficiente de reparto, logP ≃ 2,76, indica que es más soluble en disolventes apolares que en disolventes polares como el agua.

## Síntesis
El 4-cloro-2-penteno puede sintetizarse a partir de su correspondiente alcohol —3-penten-2-ol— o del 1,3-pentadieno. En este último caso, se puede obtener 4-cloro-2-penteno con un rendimiento del 97%.

## Usos
Se ha usado el 4-cloro-2-penteno para preparar sales de amonio cuaternario basadas en N,N'-tetrametildiaminometano, intermediario en la fabricación de ionol(2,6-di-terc-butil-4-metilfenol).
Por otra parte, este cloroalqueno reacciona fácilmente con estanil-litios a baja temperatura para proporcionar buenos rendimientos de los respectivos alilestananos.
Asimismo, se pueden preparar alilsilanos a partir del 4-cloro-2-penteno por sililación de los reactivos de Grignard correspondientes con un clorosilano apropiado.
Por último, el 4-cloro-2-penteno puede usarse en la síntesis de dímeros de artemisinina que tienen actividad contra el cáncer.